# Нинго (млекопитающее)
Нинго, или нингауи (лат. Ningaui) — род млекопитающих семейства хищных сумчатых.

## Виды и распространение
В роде нинго выделяют три вида:
- вонго (Ningaui ridei). Обитает в центральных районах Австралии штатов Западная Австралия, Квинсленд, Южная Австралия и Северной территории.
- западный нинго (Ningaui timealeyi). Обитает в Западной Австралии в регионе Пилбара.
- южный нинго (Ningaui yvonneae). Обитает в полузасушливых районах южной части Австралии.

Представители рода обитают на территории засушливых лугов и саванн. Приспособлены к жизни в засушливых условиях.

## Внешний вид
Нинго имеют небольшие размеры. Длина тела с головой варьирует от 46 до 57 мм, а длина хвоста — 59—79 мм. Вес — 2—13 г. Окрас спины от тёмно-бурого до чёрного, брюха — желтоватого цвета, бока морды — от оранжево-розового до жёлто-коричневого цвета. Хвост тонкий, без кисточки на конце. Представители рода схожи с узколапыми сумчатыми мышами (лат. Sminthopsis), однако имеют меньшие размеры, более длинный волосяной покров, более широкие задние лапы, а также различия в структуре зубов.

## Образ жизни
Ведут ночной образ жизни. Селятся в небольших норах. Дневной рацион составляют насекомые и мелкие позвоночные. Являются наземными животными, хотя могут и лазить по листьям спинифекса. Ввиду низких температур и недостатка пищи могут впадать в спячку.

## Размножение
В годы с достаточным количеством осадков могут размножаться с сентября по март (весна-лето), в засушливые годы период размножения длится с ноября по январь. Беременность длится от 13 до 21 дня. В приплоде обычно 5—6 детёнышей. Количество сосков обычно составляет 6—7 штук. Детёныши перестают кормиться молоком примерно через 76—81 день. Половая зрелость наступает поздней зимой (в августе).